# 天沼 (杉並区)
天沼（あまぬま）は、東京都杉並区の町名。住居表示実施済み。現行行政地名は天沼一丁目から天沼三丁目。

## 地理・歴史
東京都杉並区のほぼ中央に位置する。町域北部は天沼本通りに接し、清水・本天沼になる。西部から南部は青梅街道とJR中央線に接し、これらを境に上荻や阿佐谷南になる。東部は阿佐谷北に接する。町域内は多くは住宅地として利用されるほかは、南部の青梅街道沿いは荻窪駅北口繁華街の一角に当たる。

### 地名の由来
「天沼」の地名は、現在の天沼三丁目にあった「弁天池」、あるいは「雨水が溜まった沼地」に因んでつけられたとする説がある。
『続日本紀』のみに現れる古代の駅である乗潴駅を、明治期に吉田東伍が当地に比定する説を唱えた。この説の有利さはその直線性と距離の配分にあり、律令制官道は今日の高速道路並に直線的であったこと、現：府中市宮町にあったとする武蔵国府と、市川市国府台にあったとする下総国府とを、台東区谷中にあったとする豊島駅とちょうど等分する一直線上に並ぶことから有力説とされている。

### 江戸期以降の歴史
江戸時代は多摩郡天沼村で、寛永12年（1635年）、日枝神社領となった。
1889年（明治22年）の町村制施行により、天沼村は高円寺村・馬橋村・阿佐ヶ谷村・田端村・成宗村とともに東多摩郡杉並村（のち豊多摩郡杉並町）となった。これにより、「天沼」は杉並村の大字となる。
1932年、杉並町・和田堀町・井荻町・高井戸町が東京市に編入されて杉並区になった際、杉並町大字天沼は天沼一-三丁目が起立。
住居表示の実施にあたって「天沼」表記を大字地域内で争い、南側の「旧：天沼一・二丁目」が「天沼」を、北側の「旧：天沼三丁目」が「本天沼」を名乗ることで決着して1965年1月1日に住居表示が実施された。語源とされた弁天池は現在の「天沼」側にある。
2012年、東京都は天沼三丁目を都迷惑防止条例に基づき、客引きやスカウトのみならず、それらを行うために待機する行為なども禁止する区域に指定した。

### 地価
住宅地の地価は、2025年（令和7年）1月1日の公示地価によれば、天沼3-20-21の地点で65万4000円/m2となっている。

## 世帯数と人口
2025年（令和7年）3月1日現在（杉並区発表）の世帯数と人口は以下の通りである。
| 丁目       | 世帯数    | 人口     |
| ---------- | --------- | -------- |
| 天沼一丁目 | 2,547世帯 | 4,092人  |
| 天沼二丁目 | 3,296世帯 | 5,443人  |
| 天沼三丁目 | 4,006世帯 | 6,100人  |
| 計         | 9,849世帯 | 15,635人 |

### 人口の変遷
国勢調査による人口の推移。
| 年                 | 人口   |
| ------------------ | ------ |
| 1995年（平成7年）  | 14,878 |
| 2000年（平成12年） | 14,716 |
| 2005年（平成17年） | 14,845 |
| 2010年（平成22年） | 15,104 |
| 2015年（平成27年） | 15,632 |
| 2020年（令和2年）  | 16,048 |

### 世帯数の変遷
国勢調査による世帯数の推移。
| 年                 | 世帯数 |
| ------------------ | ------ |
| 1995年（平成7年）  | 8,177  |
| 2000年（平成12年） | 8,499  |
| 2005年（平成17年） | 8,944  |
| 2010年（平成22年） | 9,260  |
| 2015年（平成27年） | 9,452  |
| 2020年（令和2年）  | 10,020 |

## 学区
区立小・中学校に通う場合、学区は以下の通りとなる（2016年1月時点）。
| 丁目       | 番地 | 小学校             | 中学校             |
| ---------- | ---- | ------------------ | ------------------ |
| 天沼一丁目 | 全域 | 杉並区立天沼小学校 | 杉並区立天沼中学校 |
| 天沼二丁目 | 全域 | 杉並区立天沼小学校 | 杉並区立天沼中学校 |
| 天沼三丁目 | 全域 | 杉並区立天沼小学校 | 杉並区立天沼中学校 |

## 交通

### 鉄道
| 隣接する街区の駅                                                                |
| ------------------------------------------------------------------------------- |
| JR中央線 JR中央・総武線各駅停車 東京メトロ丸ノ内線 - 荻窪駅(JC 09)(JB 04)(M 01) |

町域内には鉄道駅はないが、町域南部は荻窪駅の駅北口に近い。北部では荻窪駅のほか、バスの便も利用される。

### バス
関東バス
- 阿02系統 荻窪駅北口経由白鷺一丁目行き、阿05系統 荻窪駅北口行きのバス停がある。停留所名は天沼。

### 道路
- 青梅街道(東京都道・埼玉県道4号東京所沢線)

## 事業所
2021年（令和3年）現在の経済センサス調査による事業所数と従業員数は以下の通りである。
| 丁目       | 事業所数  | 従業員数 |
| ---------- | --------- | -------- |
| 天沼一丁目 | 50事業所  | 464人    |
| 天沼二丁目 | 115事業所 | 894人    |
| 天沼三丁目 | 389事業所 | 3,596人  |
| 計         | 554事業所 | 4,954人  |

### 事業者数の変遷
経済センサスによる事業所数の推移。
| 年                 | 事業者数 |
| ------------------ | -------- |
| 2016年（平成28年） | 561      |
| 2021年（令和3年）  | 554      |

### 従業員数の変遷
経済センサスによる従業員数の推移。
| 年                 | 従業員数 |
| ------------------ | -------- |
| 2016年（平成28年） | 4,781    |
| 2021年（令和3年）  | 4,954    |

## 施設
- 日本大学第二中学校・高等学校
- 杉並区立天沼小学校
- ウェルファーム杉並[18]
  - 天沼区民集会所

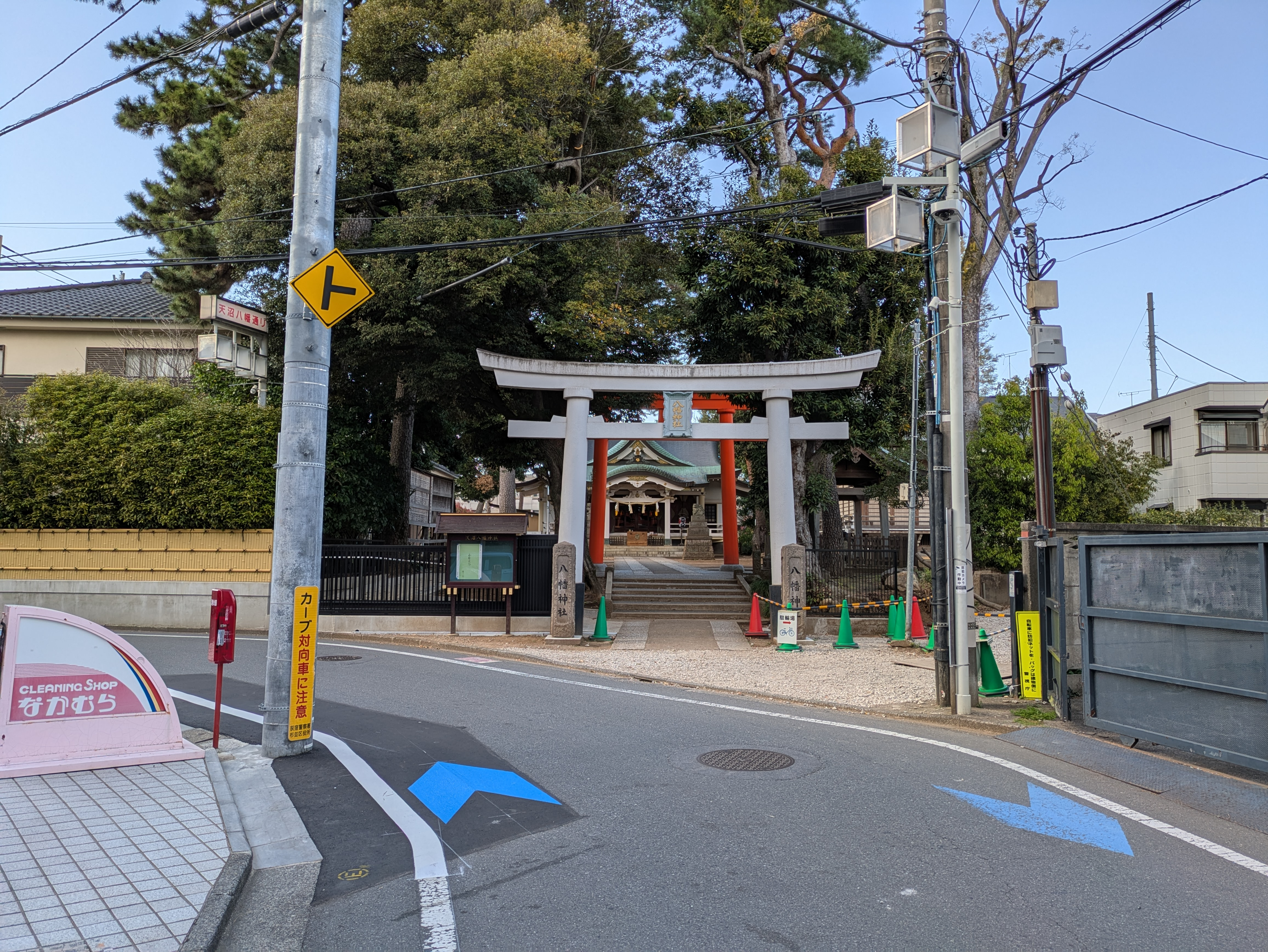
天沼八幡神社20250409

  - 杉並区社会福祉協議会（杉並ボランティアセンター）
  - 消費者センター
  - 在宅医療・生活支援センター
  - 杉並区成年後見センター
  - 杉並福祉事務所
  - 杉並区社会福祉協議会
  - 就労支援センター
  - 生活自立支援窓口「くらしのサポートステーション」
  - 子ども・子育てプラザ天沼
- 東京衛生アドベンチスト病院
- 天沼八幡神社
- 天沼熊野神社
- 天沼弁天池公園

## 出身・ゆかりのある人物
- 田中好（京都府選出の衆議院議員）[19] - 住所が天沼[19]。
- 桝田啓三郎（哲学者、東京都立大学名誉教授） - 愛媛県人で、天沼に居住した。アメリカ文学者・桝田啓介の父。

## その他

### 日本郵便
- 郵便番号 : 167-0032[3]（集配局 : 荻窪郵便局[20]）。